# WSABP Typ Dn2t
Die fünf schmalspurigen Dampflokomotiven WSABP Typ Dn2t mit der Spurweite von 600 mm wurden von der Warszawska Spółka Akcyjna Budowy Parowozów (WSABP) 1927 in der Bauart Dn2t / Dn2 hergestellt.
Vier Lokomotiven wurden von den Polskie Koleje Państwowe (PKP) übernommen, eine Lokomotive wurde für die Gnieźnieńska Kolej Powiatowa (Gnesener Kreisbahn) mit einem Schlepptender hergestellt.

## Geschichte
Für die Świętokrzyska Kolej Dojazdowa im Powiat Pińczowski und für die Gnieźnieńska Kolej Powiatowa wurden im Frühjahr 1927 fünf Lokomotiven bei der Warszawska Spółka Akcyjna Budowy Parowozów (WSABP) bestellt. Ende des Jahres konnten sie ausgeliefert werden. Die Tenderlokomotiven mit den Fabriknummern 60, 95, 96 und 127 wurden von den PKP übernommen und erhielten die Betriebsnummern D-1295, D-1310 und D-1631–1632. Die Lokomotive mit der Fabriknummer 94 für die GKP wurde als Schlepptenderlokomotive mit GKP 12 bezeichnet.

### Einsätze während des Zweiten Weltkrieges
Zu Beginn des Zweiten Weltkrieges kamen die vier Tenderlokomotiven in den Bestand der Deutschen Reichsbahn und erhielten die Betriebsnummern 99 1582, 1592, 1598, 1599. Sie wurden weiter auf ihrem Stammnetz eingesetzt. Die Lokomotive der Gnieźnieńska Kolej Wąskotorowa erhielt im Laufe des Krieges die Nummer GKP 5.

### Nachkriegseinsatz bei den PKP
Nach dem Krieg kamen die vier DR-Lokomotiven als Tx2-381–384 in den Bestand der PKP zurück. Als die GKP 1949 verstaatlicht wurde, wurde aus der GKP 5 die Px1-771. Vor 1961 wurden drei Tenderlokomotiven ausgemustert. Eine Tenderlokomotive und die Schlepptenderlokomotiven wurden nach dem neuen Bezeichnungsschema umgezeichnet – aus der Tx2-383 wurde die Tx27-383 und aus der Px1-771 die Px27-771. Bis 1968 wurden auch diese Lokomotiven ausgemustert und verschrottet.
| laufende Nummer | Fabriknummer | erste Bezeichnung | Bezeichnung während des Zweiten Weltkrieges | Bezeichnung 1947 (PKP) | Bezeichnung 1961 (PKP) | Bemerkungen                                               |
| --------------- | ------------ | ----------------- | ------------------------------------------- | ---------------------- | ---------------------- | --------------------------------------------------------- |
| 1               | 60           | PKP D 1295        | DR 99 1582                                  | Tx2-381                | –                      | 1960 verschrottet                                         |
| 2               | 95           | PKP D 1631        | DR 99 1598                                  | Tx2-383                | Tx27-383               | zuletzt auf Bydgoskie Koleje Powiatowe, 1968 verschrottet |
| 3               | 96           | PKP D 1632        | DR 99 1599                                  | Tx2-384                | –                      | 1962 verschrottet                                         |
| 4               | 94           | GKP 12            | GKP 5                                       | Px1-771                | Px27-771               | 1964 verschrottet                                         |
| 5               | 127          | PKP D 1310        | DR 99 1592                                  | Tx2-382                | –                      | 1956 verschrottet                                         |

## Konstruktion
Die Nassdampf-Zweizylinderlokomotiven hatten vier angetriebene Achsen, die im Blechrahmen mit einer Stärke von 60 mm gelagert und mit Blattfedern oberhalb der Achslager abgefedert waren. Die dritte Achse wurde angetrieben. Die ersten drei Achsen waren fest im Rahmen gelagert, die vierte besaß eine Seitenverschiebbarkeit von ±15 mm. Die zweite Achse hatte geschwächte Spurkränze, was eine Fahrt im Bogen mit 35 m ermöglichte.
Der gewalzte Flammrohrkessel bestand aus zwei Schüssen mit 10 mm Stärke und einer Feuerbüchse aus Kupfer. Auf dem ersten Schuss saß der Sanddom. Von diesem konnte die erste Achse von vorn und hinten mechanisch gesandet werden. Auf dem zweiten Schuss befanden sich die Speisepumpe, Dampfdom, Dampfpfeife und Sicherheitsventil. Der Kobelschonstein besaß ursprünglich einen Funkenfänger, später wurde dieser durch Siebbleche ersetzt. Gespeist wurde der Kessel von zwei Injektoren von Friedmann mit einer Leistung von 60 l/min. Das Zweizylindertriebwerk besaß Kolbenschieber und eine Heusinger-Steuerung, der Kreuzkopf war einschienig auf der Gleitbahn geführt.
Die Lokomotive war mit Dampfbremse sowie Wurfhebelbremse ausgestattet, die auf eine gemeinsame Welle wirkten. Dadurch konnten alle Achsen einseitig von vorn abgebremst werden. Ausgerüstet war sie mit der Balancierhebelkupplung. Die Beleuchtung bestand aus Petroleumlampen. Die GKP 12 besaß einen kürzeren Rahmen und kürzere, lediglich bis zu der zweiten Achse reichende Wasserkästen mit einem Inhalt von einem Kubikmeter. Der Kolenkasten hinter dem Führerhaus wurde durch eine gerade Wand ersetzt. Der zweiachsigem Tender hatte einen Radstand von 1500 mm, einen Wasserkasteninhalt mit 3,6 m³ und einen Kohlenvorrat von 1,5 t.